# Moshe Leib Lilienblum

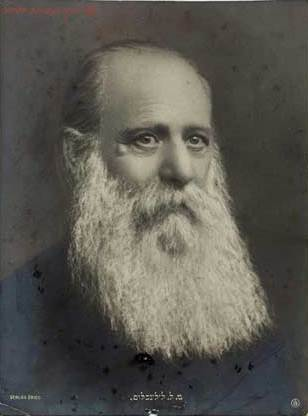
Moshe Leib Lilienblum

Mose Löb Lilienblum (Moses Lilienblum / Moshe Leib Lilienblum, jiddisch משה לייב ליליענבלום, hebräisch משה לייב ליליינבלום; kurzzeitig als Moses Herlichstsohn, gelegentlich unter Pseudonym: Zelaphchad Bar-Chuschim; geboren am 10. Oktoberjul. / 22. Oktober 1843greg. in Kedahnen, russländisches Gouvernement Kowno [heute Litauen]; gestorben am 30. Januarjul. / 12. Februar 1910greg. in Odessa) war russisch-jüdischer Gelehrter, hebräischer Schriftsteller, jüdischer Reformer und Pionier des frühen Zionismus.

## Leben

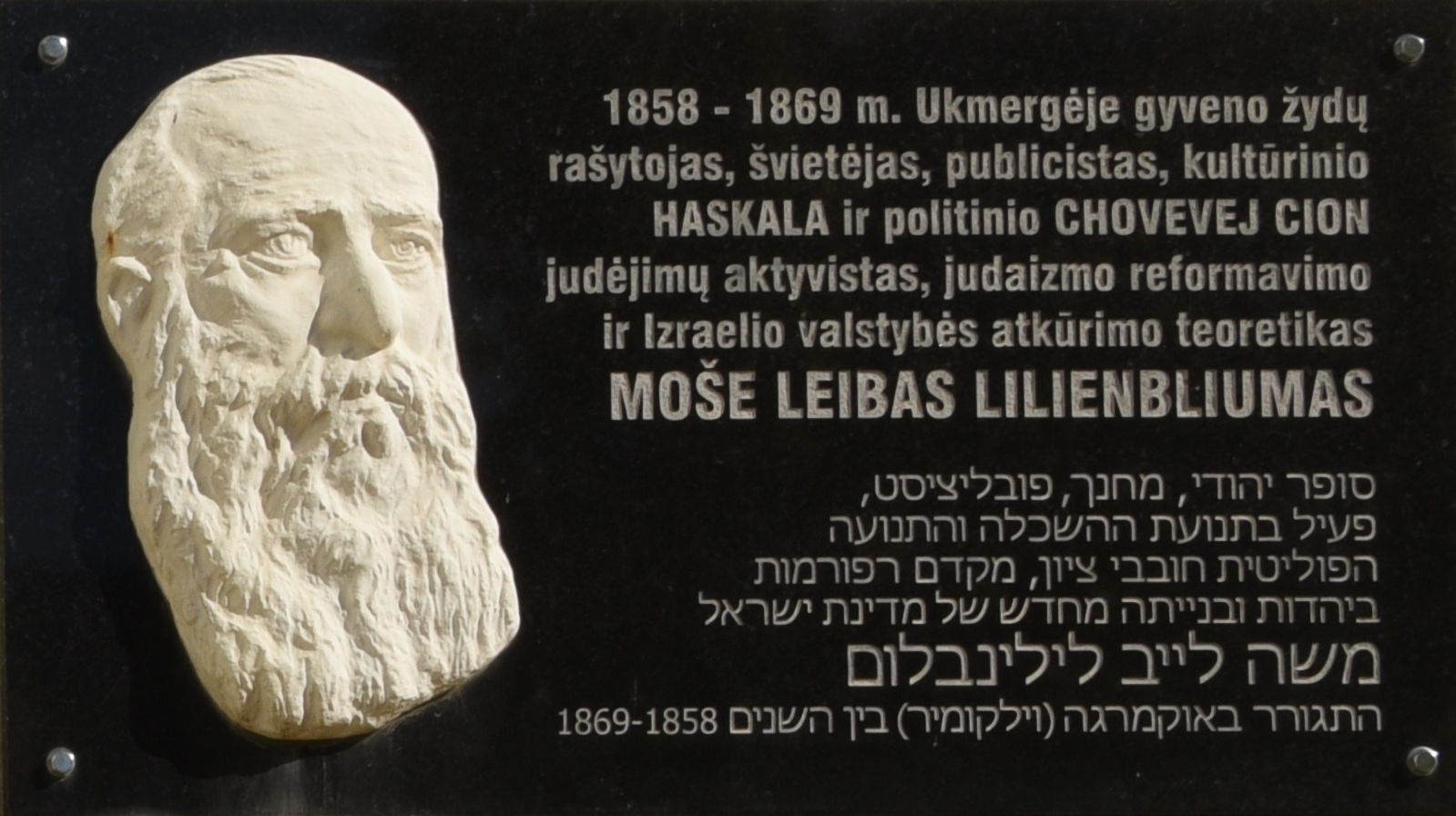
Gedenktafel in Ukmergė

Geboren als Sohn des armen Küfers Hirsch (Zvi) und dessen zweiter Frau wuchs Lilienblum in frommer jüdischer Gemeinschaft seines Geburtsorts auf. Von seinem Vater erlernte er die Berechnung der Planetenbahnen in Relation zum Jüdischen Kalender. Mit 13 Jahren organisierte er eine Knabengruppe zum Studium des ʿEjn Yaʿaqov (hebräisch עין יעקב, Kompilation talmudisch-aggadischen Materials mit Kommentar).
Zu dieser Zeit bereits als gelehrter Knabe mit dem Potential zu Höherem anerkannt, wurde seine Schwiegermutter in spe, Gattin eines Schächters aus Wilkomir, auf ihn aufmerksam, als sie mit ihrer Tochter Gräber Angehöriger in Kedahnen besuchte. Sie schloss einen Verlobungsvertrag für ihre elfjährige Tochter und den 13-jährigen Lilienblum mit seinem Vater. Darin verpflichtete sie sich zwei Jahre bis zur Hochzeit sowie danach fünf weitere Jahre für Lilienblums und ihrer Tochter Unterhalt aufzukommen.
Mit 14 Jahren zog er zu seinen Schwiegereltern in spe nach Wilkomir, wo ihn der Leiter der örtlichen Jeschiveh als Bocher (Student) aufnahm und ihn u. a. auch ein Onkel väterlicherseits unterrichtete. Mit 15 Jahren dann heiratete er seine inzwischen 13-jährige Braut. Bald begann Lilienblum selbständig die Schrift und die Werke jüdischer Auslegung zu studieren, worin er Nahrung für seine aufkeimende rationalistische Haltung fand.
Mit Auslaufen des schwiegerelterlichen Unterhalts 1865 übernahm er die Leitung der Jeschiveh. Zudem gewann er einen Gönner, dessen Kinder er unterrichtete, ihn regelmäßig zu unterstützen. Durch eigene Studien und angestoßen von der säkularen Orientierung seines Gönners geriet Lilienblum zunehmend in Konflikt mit den früh verinnerlichten Ansichten und Vorstellungen. Nach und nach entfernte er sich vom rabbinischen Judentum, las die Schriften der Maskilim, speziell Mapu und Mordechai Aharon Ginzburg, und entfremdete sich von der ihm zu eng gewordenen Welt seiner Herkunft, vom jüdischen Lernen alten Stils, meinte, Ignoranz und Aberglauben zu erkennen, gegen die er von nun an ankämpfen wollte.
Er sah die Notwendigkeit jüdischer Reform und einer harmonischen Verbindung von Religion und (praktischem) Leben. Mit anderen jungen Männern gründete er eine Bibliothek, um durch Bücher, die in traditionellen Synagogengemeinden gemieden wurden, Lesern die Wahrheitsfindung in seinem rationalistischen Sinne zu ermöglichen. Bald ziehen ihn Gegner als häretisch, seine Schwiegermutter, die sich in ihm getäuscht sah, leistete dem Vorschub. Doch statt eingeschüchtert zu sein, wandte sich Lilienblum mit seinem Anliegen an die Öffentlichkeit.
Da Lilienblum nie als russischer Untertan registriert worden war, er lebte als ein sans-papier im eigenen Land, was ihn als Jude sowohl zaristischen Diskriminierungen bei der Niederlassung (vgl. Ansiedlungsrayon) wie auch dem gefürchteten Wehrdienst entzog, jedoch um den Preis ein juristisches Nichts zu sein, wählte er sich als Autor den Familiennamen Herlichstsohn, seine eigenwillige Verdeutschung des nach dem jiddischen Vaternamen Hirsch gebildeten Patronyms.
Sein erster Artikel ארחות התלמוד (Orchōt haTalmūd, etwa: Weise, Wege des Talmuds) erschien 1868 in HaMelīz und richtete sich respektvoll an die gelehrte Orthodoxie, insbesondere auf einen Wandel der Haltung von Rabbinern hoffend. Er wurde ignoriert, nur zwei Rabbiner reagierten, Chaim Joseph Sikaler aus Mogilew-Podolsk zustimmend, und Zvi Finkelstein, der Lilienblum als gefährlich verdammte. Inzwischen verließen die Jeschivehbocherim oft unter Druck ihrer Eltern und Geldgeber seine Lehranstalt, die aufgebrachte Wilkomirer Juden schließlich zerstörten.
Ohne Einkommen und Betätigungsmöglichkeit reiste Lilienblum nach Kedahnen, um sich – wie im Russischen Zarenreich damals vorgesehen – vermittelt durch die Synagogengemeinde seiner Geburt offiziell registrieren zu lassen, wozu er Herlichstsohn als Familiennamen wählte. Die Gemeinde verweigerte ihm dieses Patronym so einzutragen, allein mit anderem Namen würden sie ihn registrieren und so wählte er Lilienblum.
Fünf Monate nach seinem ersten Artikel wandte er sich mit נוספות להמאמר ארחות התלמוד (Nōssafōt laMa'amar Orchōt haTalmūd, etwa: Nachtrag zum Artikel 'Orchōt haTalmūd') erneut über HaMelīz an die Öffentlichkeit, erstmals unter dem neuen Namen. Darin ging er direkt seine Gegner an, sich aus der Erstarrung, gegen die er als bloßen Pilpul polemisierte, zu lösen und zum Gestaltungswillen der frühen Weisen des Talmuds zurückzufinden, um ein neues Äquivalent für den Schulchan Aruch zu entwickeln, das Anforderungen des Lebens seiner Zeit Rechnung trägt, womit Lilienblum einen Sturm der Entrüstung auslöste.
Er wurde als „Freidenker“ verurteilt und angegriffen, seine Frau, die drei Kinder, seine Schwiegermutter wie auch sein Vater wurden geschnitten und gemieden, so dass Lilienblum Wilkomir verlassen musste und nach Monaten kurzer Aufenthalte an wechselnden Orten nach Odessa, einem Zentrum der Haskala, ging (1869), um sich für ein Universitätsstudium vorzubereiten. Juden aus Kaunas, Maskilim, und ihre Synagogengemeinde setzten sich für ihn ein und mahnten von Repressionen abzusehen.
In Odessa war er mit der Anonymität der Stadt konfrontiert, fühlte sich isoliert und litt unter der Trennung von der Familie sowie der Frau, die er liebte, Feyge Nowachowicz, die ebenfalls in Wilkomir geblieben war. Aus seinen mageren Salären als Büroangestellter und Nachhilfelehrer unterstützte er Frau und Kinder. Er äußerte sich weiter öffentlich. So wandte Lilienblum sich gegen die Verheiratung von Kindern, bevor sie erwachsen seien und auch nur einen Beruf haben erlernen können, der sie erst in die Lage versetzen würde, eine Familie zu unterhalten. In Odessa verlor Lilienblum seinen Glauben in den göttlichen Ursprung der Thorah und begann russische sozialkritische Autoren, wie Dmitri Pissarew und Nikolai Tschernyschewski, zu lesen.
Die Pogrome gegen die Juden in Russland 1878/1881 ließen ihn die Sinnlosigkeit einer jüdischen Assimilation erkennen. Für ihn war nun die Wiedergeburt des jüdischen Volkes in Palästina die (einzig) gebotene Lösung der Judenfrage. Gemeinsam mit Leon Pinsker und anderen wurde aus der palästinophilen Idee bei Einzelnen die Sammlungs-Bewegung der Chovevej Zion – ausgehend von Odessa (Odessaer Komitee mit Lilienblum als Sekretär und Pinsker als Präsident) –, die in der Kattowitzer Konferenz 1884 einen ersten Kulminationspunkt erreichte.
In den folgenden Jahren verfolgte Lilienblum mit Energie und nicht geringem Erfolg den Aufbau der Chovevej-Zion-Bewegung, trat aber im politischen Zionismus nicht mehr hervor, sondern widmete sich mehr seiner (insbesondere literar-) historisch-philosophischen und dramatischen Schriftstellerei (in Hebräisch und Jiddisch).

## Werke (kleine Auswahl)
- Autobiographie (chattat ne’urim, „Jugendsünde“, Wien 1876; derech teschuwa, „Umkehr“, Warschau 1899)
- Gesammelte Werke (hebräisch), 4 Bände, 1910 ff.